# Kit-Cat Klock
Ne doit pas être confondu avec Kit Kat.
La Kit-Cat Klock est une horloge murale de fantaisie de style art déco, en forme de chat souriant.   

## Description
L'horloge comprend un dispositif d'animation : les yeux du chat, rappelant ceux de personnages de dessins animés, pivotent de concert avec sa queue pendulaire. Elle est traditionnellement noire, mais des modèles d'autres couleurs et styles sont disponibles. C'est un symbole emblématique des cuisines dans la culture populaire américaine.  

## Histoire
La première horloge Kit-Cat est conçue par Earl Arnault (1904-1971) en 1932 et fabriquée par Allied Manufacturing Company à Portland en Oregon. Allied déménage ensuite à Seattle dans le Washington au début des années 1940, puis dans le sud de la Californie en 1962, après quoi la compagnie est rebaptisée California Clock Company.  
Le design de l'horloge change peu au fil des années. Le chat de la première génération, fabriquée des années 1930 au début des années 1950, comptait deux pattes et ne portait pas de nœud papillon, les modèles plus récents ayant quatre pattes et un nœud papillon. Dans les années 1960, du cristal véritable est ajouté comme décoration à certaines horloges. Les mots « Kit-Cat » sont ajoutés au cadran de l'horloge en 1982. 
Les horloges d'origine sont alimentées en courant alternatif, mais en raison de la faible disponibilité des moteurs à courant alternatif de fabrication américaine, l'horloge est repensée pour une alimentation par batterie à la fin des années 1980. 
Le fabricant estime qu'en moyenne une horloge a été vendue toutes les trois minutes au cours des 50 dernières années. 
Les horloges Kit-Cat Klock sont fréquemment aperçues dans les films, les publicités et les émissions de télévision. La California Clock Company fabrique d'autres horloges animées en forme d'animal, telles que le hibou et le caniche.

## Galerie

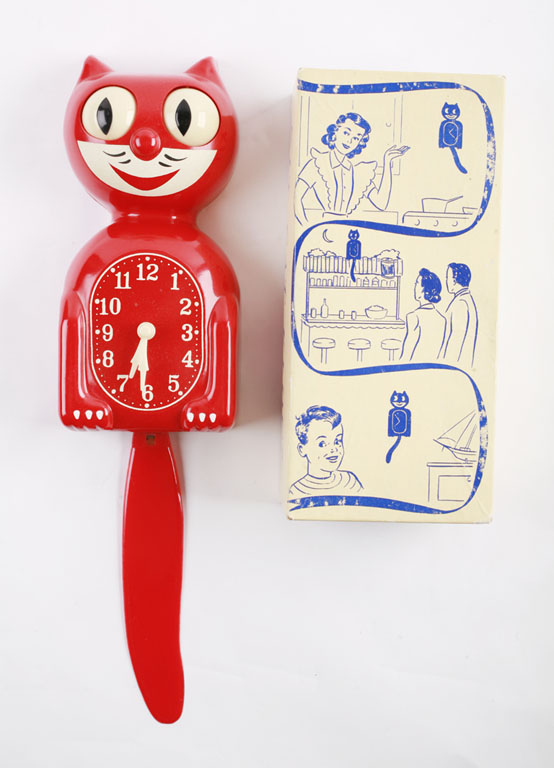
Le modèle original d'horloge Kit-Cat avec son emballage.
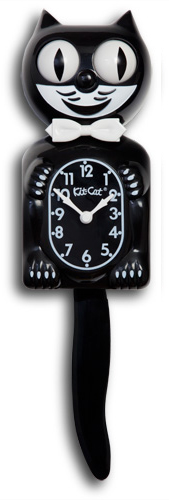
Un modèle plus récent montrant quatre pattes.
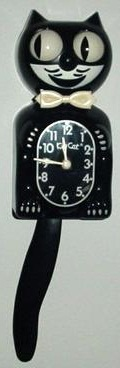
Les yeux et la queue sont mobiles et marquent les secondes.
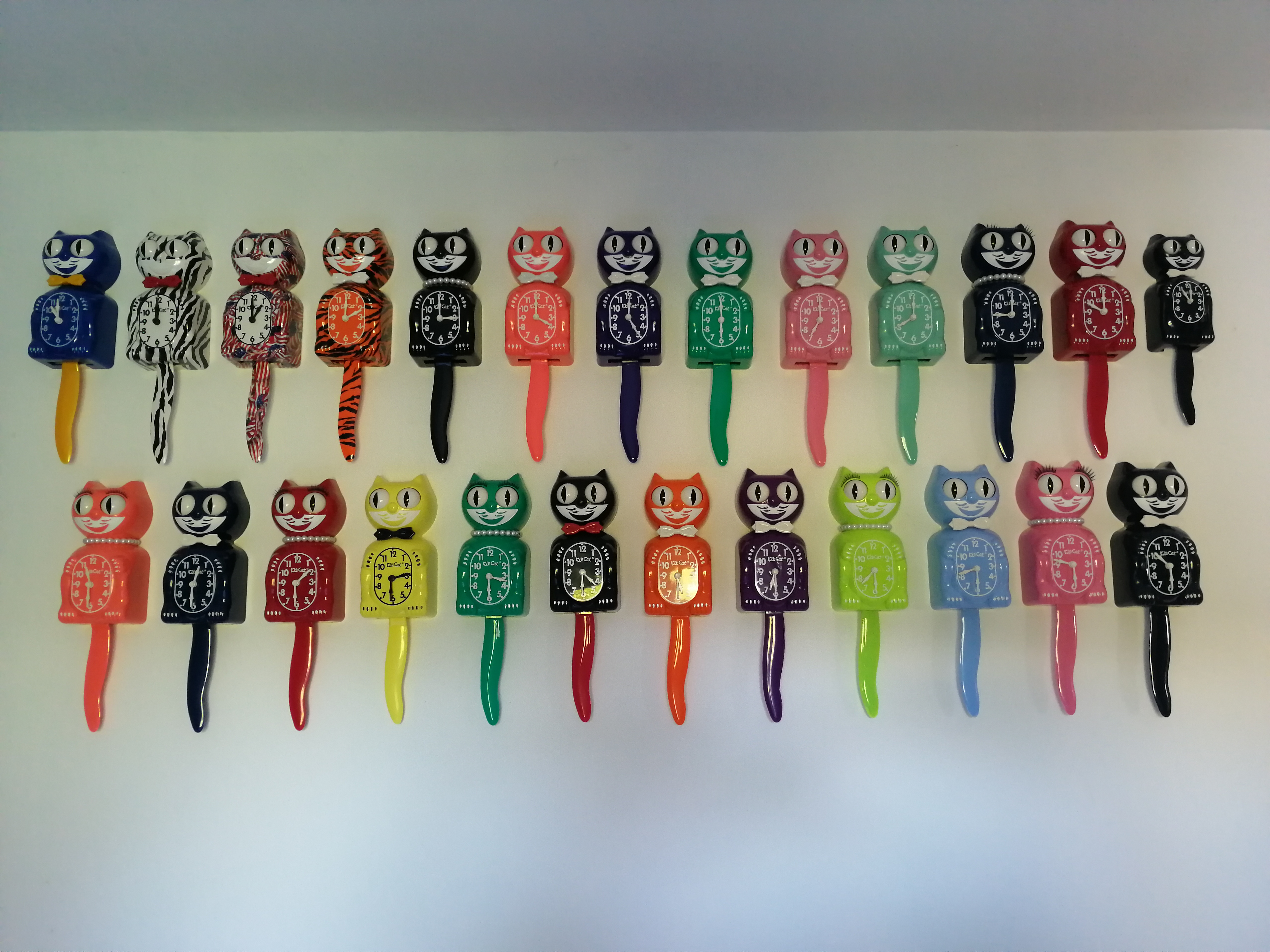
Une collection de différentes versions.